# 2004年电影
2004年電影大事紀。

## 大事紀
- 1月25日：金球獎：主要得獎者包括以及。
- 1月27日：奥斯卡金像奖提名公佈，主要的獲選電影包括：（11項）、《怒海爭鋒：極地征伐》（10項）、《冷山》（7項）、（7項）、（6項）。13歲的凱莎·卡索-休斯（Keisha Castle-Hughes），成為奧斯卡史上最年輕的女主角獎項提名人。
- 2月15日：英国电影学院奖：史嘉蕾·喬韓森獲得最佳女主角，比爾·莫瑞則獲得最佳男主角獎項。
- 2月22日：螢幕演員公會獎：贏得最佳女主角獎，強尼·戴普獲得最佳男主角獎，而和蕾妮·齐薇格分別獲得最佳男女配角獎。
- 2月23日：以超過1億美元的票房營收，成為影史上第二賣座的的電影。
- 2月28日：《絕配殺手》（Gigli）在2003年的中贏得六座「大獎」，包含最爛電影、最爛女主角（珍妮佛·羅培茲）、最爛男主角、最爛導演（馬丁·布瑞斯特）、最爛劇本（布瑞斯特）以及最爛螢幕情侶（羅培茲和艾弗列克）。最爛女配角由戴咪·摩爾以《霹靂嬌娃3》中的演出奪得，而最爛男配角則為席維斯·史特龍（小鬼大間諜3）。
- 2月29日：第76屆奧斯卡金像獎：贏得最佳電影獎以及最佳導演獎等共計11座獎項，創造了單一電影得獎最多的記錄。
- 5月22日：在坎城影展中，備受爭議的紀錄片《華氏911》（麥可·摩爾執導）獲得最佳電影「金棕櫚獎」。
- 6月27日：《華氏911》以2,390萬元打破了美國紀錄片歷史上最高的上映週末票房記錄。
- 12月4日：第四十一屆金馬獎頒獎典禮在台北市中山堂舉行。
- 12月13日：好萊塢國外媒體公會宣佈了2005年金球獎的提名名單，《尋找心方向》共獲得喜劇類7項提名，傑米·福克斯以他的電影和電視作品獲得3項提名。
- 12月21日：美国电影艺术与科学学会選出了7部電影，列為奧斯卡最佳特效獎的遺珠之憾：、《哈利波特：阿茲卡班的逃犯》、《機械公敵》、《波特萊爾的冒險》、《明日世界》、《蜘蛛人2》。
- 12月28日：美国电影艺术与科学学会選出了267部2004年出品的電影，列為奧斯卡最佳影片獎的遺珠之憾。

## 重要獎項

### 美國奧斯卡（第76屆）
- 最佳影片：（The Lord of the Rings : the Return of the King）
- 最佳導演：，（The Lord of the Rings : the Return of the King）
- 最佳原著劇本：蘇菲亞·柯波拉，（Lost in Translation）
- 最佳改編劇本：Fran WALSH，Philippa BOYENS，：
- 最佳男主角：西恩·潘，（Mystic Rivers）
- 最佳女主角：，《女魔頭》（Monster）
- 最佳男配角：
- 最佳女配角：蕾妮·齐薇格（冷山）
- 最佳動畫影片：Andrew STANTON，《海底總動員》（Finding Nemo）
- 最佳紀錄片：Errol MORRIS 跟 Michael WILLIAMS，The Fog of War : Eleven Lessons from the Life of Robert S. McNamara
- 最佳外語片：Denys ARCAND，《老爸的單程車票》（Les Invasions barbares）

### 歐洲電影獎（第17屆）
- 最佳影片：《愛無止盡》（Gegen die Wand）
- 最佳導演：Alejandro AMENÁBAR，《點燃生命之海》（Mar adentro）
- 最佳劇本：艾格妮絲·夏薇依 (Agnès JAOUI) 跟 Jean-Pierre BACRI，《看看我，聽聽我》（Comme une image）
- 最佳男主角：Javier BARDEM，《點燃生命之海》（Mar adentro）
- 最佳女主角：Imelda STAUNTON，《天使薇拉卓克》（Vera Drake）
- 最佳非歐洲片：《2046》，王家衛

### 台灣金馬獎（第41屆）
- 最佳影片：《可可西里》
- 最佳導演：杜琪峰，《大事件》
- 最佳男主角：劉德華，《無間道III—終極無間》
- 最佳女主角：楊貴媚，《月光下我記得》，
- 最佳男配角：黃秋生，《無間道III—終極無間》
- 最佳女配角：白靈，《餃子》

## 國際影展
- 柏林影展（第53屆）: Head-On (Gegen die Wand)
- 坎城影展（第56屆）: 華氏911
- 威尼斯影展（第60屆）: 天使薇拉卓克

无间交易

## 票房

### 台灣
以下貨幣單位為新台幣
1. （1.81億）
2. 功夫（1.49億）
3. 哈利波特：阿茲卡班的逃犯（1.34億）
4. 蜘蛛人2（1.32億）
5. 末代武士（1.02億）
6. 超人特攻隊（9,624萬）
7. 驚天奪寶（9,575萬）
8. 特洛伊：木馬屠城（9,415萬）
9. 機械公敵（8,522萬）
10. （7,682萬）

### 日本
以下貨幣單位為日元（円）
1. 霍爾的移動城堡（200億）
2. 末代武士（137億）
3. 哈利波特：阿茲卡班的逃犯（135億）
4. 海底總動員（110億）
5. （103億）

### 歐美、澳洲
以下票房收入以各地貨幣單位為主，美國為美元、英國為英鎊、澳洲為澳元。
| 2004 排名 | 片名                     | 票房收入     | 票房收入     | 票房收入    | 票房收入    |
| 2004 排名 | 片名                     | 總票房       | 美國／加拿大 | 英國        | 澳洲        |
| 1.        | 史瑞克2                  | $920,665,658 | $441,226,247 | £48,100,000 | $50,121,453 |
| 2.        | 哈利波特：阿茲卡班的逃犯 | $789,791,069 | $249,541,069 | £46,080,000 | $33,030,534 |
| 3.        | 蜘蛛人2                  | $783,964,497 | $373,585,825 | £26,720,000 | $24,263,992 |
| 4.        | 超人特攻隊               | $631,436,092 | $261,441,092 | £32,270,000 | $26,582,338 |
| 5.        |                          | $611,899,420 | $370,782,930 | £11,080,000 | $15,183,802 |
| 6.        |                          | $542,771,772 | $186,740,799 | £25,210,000 | $20,138,137 |
| 7.        |                          | $515,291,929 | $279,261,160 | £28,549,465 | $34,806,130 |
| 8.        | 特洛伊：木馬屠城         | $497,378,256 | $133,378,256 | £18,001,854 | $23,447,161 |
| 9.        | 鯊魚黑幫                 | $363,530,196 | $160,861,908 | £22,820,000 | $15,180,246 |
| 10.       | 瞞天過海2：長驅直入      | $362,744,280 | $125,544,280 | £12,030,148 | $15,584,836 |